# ヘルト＝ヤン・テュニス
ヘルト＝ヤン・テュニス（Gert-Jan Theunisse、1963年1月14日 - ）は、オランダ、オス出身の元自転車競技（ロードレース）選手。

## 経歴
1984年、パナソニックと契約を結んでプロ転向。
1987年、PDM・コンコルドに移籍。当時同チームのリーダーだったペドロ・デルガドのアシストとして、ツール・ド・フランスに初出場し総合48位。
1988年、クラシカ・サンセバスティアン優勝。ツール・ド・フランスでは、チームリーダーで、同年の山岳賞を獲得（総合2位）したスティーヴン・ロークスをアシストしつつ、自らも総合4位に入線。しかし、後日テストステロンの陽性反応により、10分のペナルティが加算され、総合11位に降格。
1989年、ツール・ド・フランス第17ステージのラルプ・デュエズのゴールを制覇。山岳賞を獲得し、総合4位。
1990年、パナソニック・スポートライフに移籍。フレッシュ・ワロンヌ及びエウスカル・ビシクレタの2レースで、再びテストステロンの陽性反応が出たため、ツール・ド・フランスに出場できず。
1991年、TVM・三洋に移籍。ツール・ド・ルクセンブルク総合優勝。ツール・ド・フランス総合13位。
1992年、ツール・ド・フランス総合13位。
1995年、ティレーノ〜アドリアティコ第2ステージにおいて心臓発作に見舞われる。同年限りで現役を引退。
その後、マウンテンバイクレースに取り組むようになったが、1997年9月、練習中に交通事故に遭い、脊髄を損傷。対麻痺となってしまった。